# Абат-Байтак
Абат-Байтак (каз. Абат-Байтақ) — некрополь XIV — начала XX веков, погребально-культовый комплекс в Западном Казахстане, а также мавзолей на территории данного некрополя, расположенный в 12 км к югу от посёлка Талдысай Хобдинского района Актюбинской области Казахстана.

## Название
С происхождением названия некрополя и мавзолея связано несколько легенд. По самой распространённой из них, здесь был захоронен сын известного философа Асана Кайгы — батыр Абат, который защищал родные земли от набегов калмыков и смог одолеть калмыцкого хана в честной борьбе. После этого Абат смог вернуть сородичам часть захваченных калмыками земель, а калмыки больше не решались нападать на казахов. Та же легенда гласит, что после смерти батыра население построило на месте его гибели мавзолей всего за три дня. В связи с этим к названию добавился эпитет «Байтак» («всенародный»).
Другая легенда, записанная в XIX веке, связывает мавзолей с именем одного из монгольских полководцев — Байтака.

## Описание

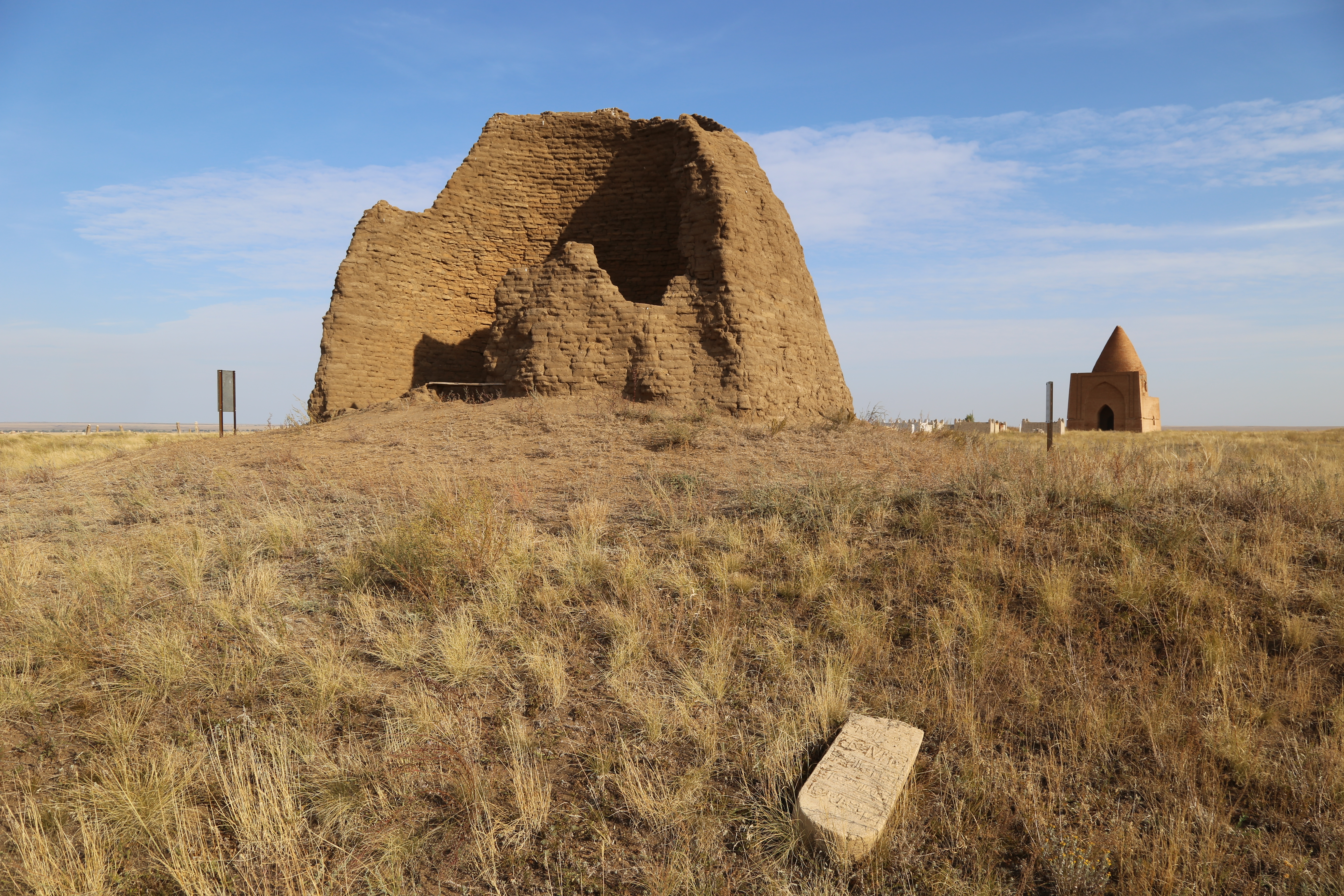
Мавзолей Кыз аулие

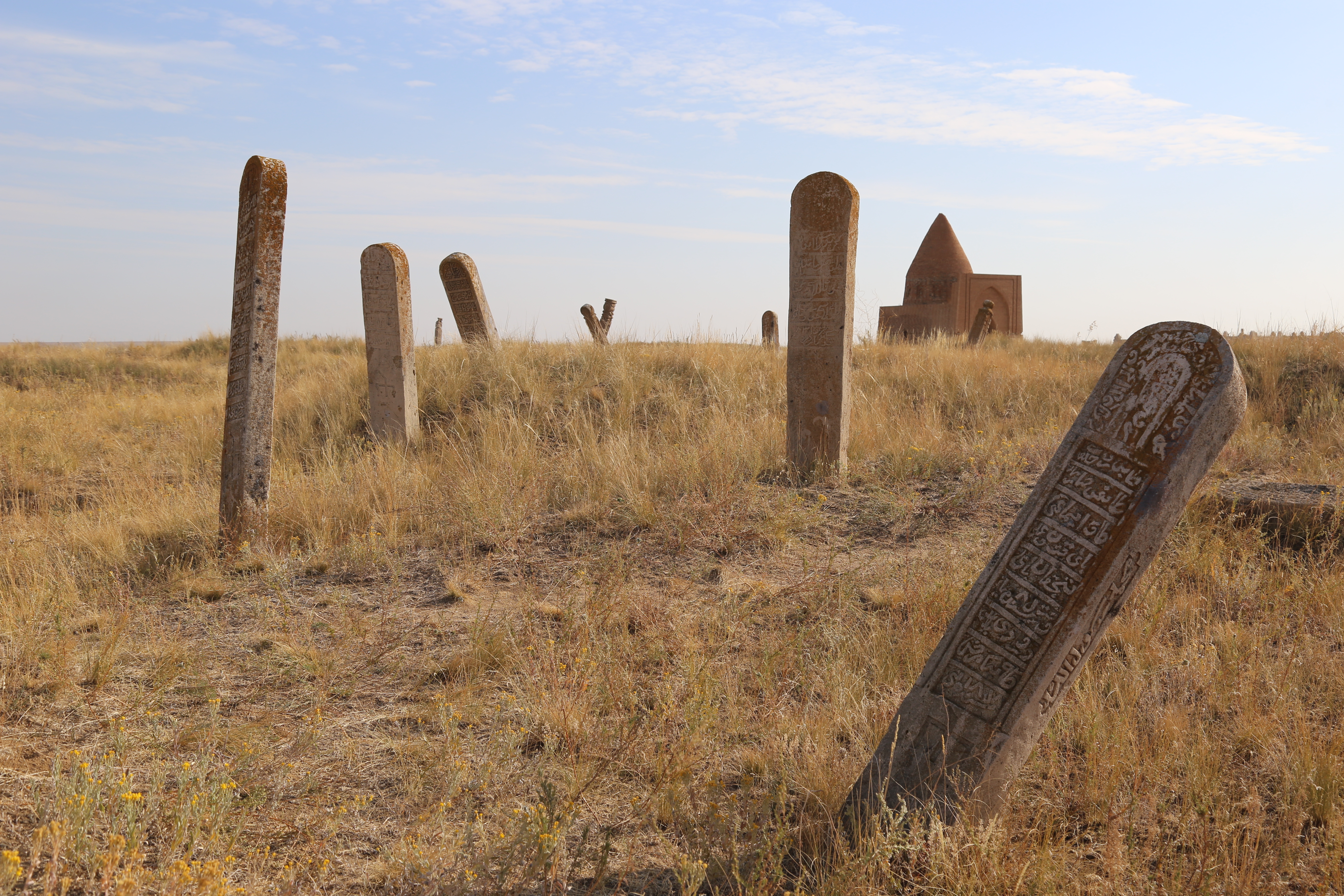
Кулпытасы

Некрополь состоит из различных мемориальных сооружений, отличающихся архитектурно-планировочным и художественным решением. В центре некрополя расположен мавзолей Абат-Байтак размерами 9,52×9,8 м, состоящий из двух частей — 11-гранного барабана и конического купола. Основной массив кладки мавзолея выполнен квадратным жжённым кирпичом (24×24×6 см), местами (в частности, в сводах арок) применена кладка прямоугольным кирпичом (24×12×6 см). Во внутренних слоях четверика использован сырцовый кирпич аналогичных размеров. 
Серик Аджигалиев, обследовавший памятник, доказал наличие первоначального портала: «На наличие первоначального портала указывали некоторые факты. Южная стена мавзолея значительно тоньше остальных, что предполагает устройство дополнительных конструкций на фасаде; сохранились остатки арочных парусов в щипцовой стене и, наконец, следы пилонов портала. В результате археологических раскопок предположения подтвердились — были обнаружены остатки кладки пилонов, выступающие за линию стен на 2,98 м».
Неподалёку находится другой мавзолей из сырцового необожжённого кирпича, построенный в конце XVIII века по подобию мавзолея Абат-Байтак. В народе его называют «Кыз моласы» или «Кыз аулие» (Святая дева).
К западу от мавзолея находятся более 200 надгробных сооружений, представленных каменными резными стелами — кулпытасами, относящимися к XVIII-XX векам. Кулпытасы отличаются разнообразием композиционных и декоративных решений. В этом плане характерен кулпытас 1848 года, поражающий тонкостью резьбы. Некоторые объёмно-декоративные элементы решены в традициях резьбы по дереву. К редкому типу кулпытасов относится надгробие 1893 года, высеченное из блока известкового песчаника. На памятниках Абат-Байтака высечены арабографические эпитафии на казахском языке и тамги. Судя по тамгам, на некрополе произведены захоронения представителей различных родов Младшего жуза: табын, кете, алшын, байбакты и др.

## Изучение и охрана
Первые упоминания мавзолея Абат-Байтак относятся к XVIII веку. В труде историка Петра Рычкова «Топография оренбургская» сообщается, что в 1750 году инженер Александр Ригельман у впадения реки Карасу в Большую Хобду нашёл и срисовал «немалые каменные строения, наподобие пирамид сделанные, которые у киргизов называются астаны, и сказывают, якобы тут погребены были знатные люди, из которых, однако, называют они Байтан. Они же объявили ему, Ригельману, что тут в старину и город бывал…»
В конце XIX века памятник был кратко описан Дербисали Беркимбаевым и членом Оренбургской учёной архивной комиссии Я. Я. Полферовым. В начале XX века в труде Жозефа-Антуана Кастанье «Древности Киргизской степи и Оренбургского края» была впервые опубликована графическая фиксация мавзолея.
Возможно, первые обмеры мавзолея были сделаны инженером Г. Герасимовым в 1947 году, он обмерял уже полуразрушенный мавзолей. В 1979—1980 годах экспедиция Министерства культуры Казахстана под руководством археолога Серика Аджигалиева сделала наиболее полное историко-архитектурное исследование памятника.
В 1982 году некрополь был включён в список памятников истории и культуры республиканского значения и взят под охрану государства.
Только в 2004 году первая экспедиция учёных под руководством Ербола Смагулова начала комплексное изучение не только самого мавзолея, но и его окрестностей. К тому моменту могилы уже были разграблены, и многие представляющие ценность вещи, скорее всего, украдены. В мавзолее было обнаружено пять захоронений (мужчины среднего возраста, женщины, подростка и два детских), остатки деревянных гробов, металлическая булава (возможно, посох миссионера суфийского толка), остатки одежды.
После исследований была проведена реставрация мавзолея Абат-Байтак, на которую было выделено около 30 миллионов тенге из республиканского бюджета по программе «Культурное наследие» и 3,5 миллиона тенге из областного бюджета на строительство печи для обжига кирпичей. Для того, чтобы полностью выложить мавзолей, мастерам понадобилось изготовить 32 тысячи кирпичей.
Мавзолей Абат-Байтак является местом паломничества.